# Клён жёлтый
Клён жёлтый,  или клён-берёза, или укрунду (лат. Acer ukurunduense, кит. 花楷枫 hua kai feng) — вид деревьев рода Клён (Acer) семейства Сапиндовые (Sapindaceae).

## Ботаническое описание
Небольшое листопадное дерево до 8—10 м в высоту. Кора светлая, серовато-коричневая, слегка трещиноватая. Свойственна андромоноэция.
Побеги голые, светлые серовато-коричневые или лиловато-коричневые, зимние почки короткие конусовидные, покрыты жёлтым пухом.
Листья противостоящие, тёмно-зелёные сверху, 10—12 см длиной и 7—9 см шириной, тонкие, снизу густо опушены желтоватым пухом, сверху голые. Первичные лучи слегка выступают на нижней стороне листа, вторичные жилки также выделяются на нижней стороне. Основание листа срезано или сердцевидное, лопастей пять, реже семь, форма лопастей овальная, изредка треугольно-овальная, края листа грубо зазубрены. Апекс заострён. Черешок 5—8 см, слегка опушён или голый.
Соцветие — терминальное, стоячее, кистеобразно-метельчатое, компактное, из листовых побегов, цветоножка 10—12 см. Черешок соцветия длиной до 8 мм, опушён.
В цветке пять ланцетовидных опушенных снаружи чашелистиков около 2 мм. Лепестков тоже пять, закруглённо-ланцетовидной формы, около 3 мм. Тычинок восемь или 7—10, неопушены, находятся в центре цветоложа. Цветоложе неопушённое, дольчатое. Завязь густо опушена.
Плод — парная крылатка, слегка опушённые орешки около 6 мм в диаметре; размер крылышка вместе с орешком 1,5—2 см на 6 мм, крылья расположены вертикально. В пору плодоношения вступает в возрасте 12 лет.
Цветёт в мае, плодоносит в сентябре.

## Распространение и экология
Естественно произрастает в Китае (Хэйлунцзян, Гирин, Ляонин), Корее и Японии. В России на Дальнем Востоке: в Приморье и Приамурье, на Сахалине и Курилах (Шикотан, Кунашир, Итуруп, Уруп). Самый «северный» из дальневосточных видов клёна: по Амуру спускается до Николаевска и доходит до побережья охотского моря, на запад — до бассейна Буреи и Зеи. На Сахалине встречается в южной и центральной частях острова. Растёт одиночно или группами по берегам горных рек и ручьев, у каменистых россыпей, у подножий скал и обрывов. В горы поднимается до 700 м над уровнем моря.
Теневыносливый и самый холодоустойчивый на Дальнем Востоке клён. К почве нетребователен, но недостаток проточного увлажнения переносит плохо, чаще встречается на сырых каменистых местах, в горных влажных распадках.
Выращивается и плодоносит в Москве, Ленинграде и других районах страны, а на своей родине — Дальнем Востоке — редко.

## Значение и применение
Ценный медонос раннелетнего периода. Пчёлы хорошо посещают и собирают нектар и пыльцу. В нектаре одного цветка содержится от 0,40 до 0,75 мг сахара. Нектаропродуктивность одного дерева достигает 193,4 грамма, а гектара 50—70 кг.
Декоративен благодаря своим краснокорым побегам, оригинальным «свечам» — соцветиям, крупной бархатистой листве и желтокорым стволикам. В Санкт-Петербурге, в парке Ботанического сада Петра Великого БИН РАН плодоносит.
Древесина твёрдая и может использоваться на мелкие поделки, но общие запасы его невелики, и растёт в труднодоступных районах.

## Таксономия
Вид входит в род Клён (Acer) семейства Сапиндовые (Sapindaceae).
Acer ukurunduense Trautv. & C.A.Mey., Florula Ochotensis Phaenogama 1(2): 24. 1856.
Ряд источников рассматривают клён жёлтый (Acer ukurunduense) как подвид клёна хвостатого — Acer caudatum Wall. subsp. ukurunduense (Trautv. & C.A.Mey.) A.E.Murray